# Akosua Busia
Akosua Cyamama Busia (30 dicembre 1966) è un'attrice ghanese naturalizzata britannica.

## Biografia
Suo padre, Kofi Abrefa, lavorò come primo ministro della repubblica del Ghana dal 1969 al 1972; sia lei che suo padre furono membri della reale famiglia dei Wenchi. Studiò presso l'Università di Oxford. Nel 1996 sposò il regista John Singleton da cui ebbe una figlia, Hadar; il loro matrimonio, tuttavia, durò solo otto mesi.

## Filmografia parziale

### Cinema
- Ashanti, regia di Richard Fleischer (1979)
- Il colore viola (The Color Purple), regia di Steven Spielberg (1985)
- La settima profezia (The Seventh Sign), regia di Carl Schultz (1988)
- Rosewood, regia di John Singleton (1997)
- L'ultima alba (Tears of the Sun), regia di Antoine Fuqua (2003)

### Televisione
- Ai confini della realtà (The Twilight Zone) – serie TV, episodio 2x08 (1986)
- Autostop per il cielo (Highway to Heaven) – serie TV, episodio 3x16 (1987)
- E.R. - Medici in prima linea (ER) – serie TV, 4 episodi (1999)

## Doppiatrici italiane
Nelle versioni in italiano delle opere in cui ha recitato, Akosua Busia è stata doppiata da:
- Monica Gravina ne Il colore viola
- Alessandra Cassioli ne L'ultima alba
- Cinzia Villari in E.R. - Medici in prima linea